# Eurydoxa advena
Eurydoxa advena är en fjärilsart som beskrevs av Nikolai Nikolaievich Filipjev 1930. Eurydoxa advena ingår i släktet Eurydoxa och familjen vecklare. Inga underarter finns listade i Catalogue of Life.